# ゼニット・ライヴ
『ゼニット・ライヴ』（原題：Le Zénith de Gainsbourg）は、セルジュ・ゲンスブールが1988年に録音・1989年に発表したライブ・アルバム。

## 解説
ゲンスブールが生前に発表した最後のアルバムで、音楽的にはヒップホップ色が取り入れられた。立川芳雄は2001年、本作に関して「演奏は完成度が高いが、ややきれいにまとまりすぎ。何よりも、ゲンスブールの歌が、体調の悪化のせいか痛々しいのが残念だ」と評している。また、クリス・トゥルーはオールミュージックにおいて「ゲンスブールの良き入門編」「彼の代表的なヒット曲が網羅されているとは言えないが、ライブにおける彼の立ち居振る舞いと貫禄が記録されており、それこそが彼を真のスターたらしめた」と評している。

## 収録曲
特記なき楽曲はセルジュ・ゲンスブール作詞・作曲。
1. ユア・アンダー・アレスト - "You're Under Arrest" - 5:52
2. キ・エ・イン・キ・エ・アウト - "Qui est "in" qui est "out" - 3:57
3. 哀れな5人の女たち - "Five Easy pisseuses" - 3:26
4. ヘイ・マン・アーメン - "Hey Man Amen" - 3:53
5. くたばれキャベツ野郎 - "L'Homme à tête de chou" - 4:43
6. マノン - "Manon" - 2:38
7. メロディーのワルツ - "Valse de Melody" - 1:55
8. ディスパッチ・ボックス - "Dispatch Box" - 3:21
9. 雌犬のハーレイ - "Harley David Son of a Bitch" - 6:40
10. ユー・ユー・ユー・バット・ノット・ユー - "You You You But Not You" - 2:50
11. セニュール・エ・セニュール（領主と屠殺人） - "Seigneur et saigneur" - 2:25
12. ボニーとクライド - "Bonnie and Clyde" - 4:59
13. グルーミー・サンデー - "Gloomy Sunday" (Jávor László, Seress Rezső, Jean Marèze, François-Eugène Gonda) - 3:59
14. コーヒー・カラー - "Couleur café" - 4:24
15. 祖国の子供たちへ - "Aux armes et cætera" (Claude Joseph Rouget de l'Isle, Serge Gainsbourg) - 3:16
16. 幸せな子供たちへ - "Aux enfants de la chance" - 4:42
17. シック - "Les Dessous chics" - 2:02
18. モン・レジョンネール - "Mon légionnaire" (Raymond Asso, Marguerite Monnot) - 6:25

## 参加ミュージシャン
- セルジュ・ゲンスブール - ボーカル
- ビリー・ラッシュ - ギター
- ギャリー・ジョルジェット - キーボード
- ジョン・K. - ベース
- トニー・"サンダー"・スミス - ドラムス
- スタン・ハリスン - サックス
- カーティス・キング・ジュニア、デニス・コリンズ - バッキング・ボーカル